# Magyarország messzire van (album)
A Magyarország messzire van Földes László bluesénekes negyedik nagylemeze, amely 1991-ben jelent meg. A lemezen József Attila versei hallhatóak, Mártha István zenéjével.

## Számlista
Az összes szám szerzője József Attila. 
| #   | Cím                          | Hossz |
| --- | ---------------------------- | ----- |
| 1.  | Hidd el                      |       |
| 2.  | Bűn                          |       |
| 3.  | Én nem tudtam                |       |
| 4.  | Tanítások (I. részlet)       |       |
| 5.  | Duda-blues                   |       |
| 6.  | Mindig jótanácsot sziszegnek |       |
| 7.  | Kedvesem betegen             |       |
| 8.  | Légy ostoba!                 |       |
| 9.  | Koldusok (részlet)           |       |
| 10. | Nagyvárosokról beszélt       |       |
| 11. | Ó Európa                     |       |
| 12. | Magyarország messzire van    |       |
| 13. | Tanítások (II. részlet)      |       |
| 14. | Nem emel föl                 |       |
| 15. | Eszmélet (részletek)         |       |
| 16. | Vidám és jó volt s tán konok |       |
| 17. | Drága barátaim               |       |

## Közreműködők
- Földes László – ének, próza
- Mártha István – szintetizátor
- Cseh Tamás – ének
- Muck Ferenc – szaxofon
- Dezső Angéla – próza
- Galkó Balázs  – próza
- Mártha István – zenei rendező
- Kerpel Péter – hangmérnök
- Dorka – fotó
- Dózsa Tamás – grafika

## Külső hivatkozások
- Hivatalos oldal